# Miss Sergipe 2017
Miss Sergipe 2017 foi a 59ª edição do tradicional concurso de beleza feminina de Miss Sergipe, válido para a disputa de Miss Brasil 2017, único caminho para a disputa de Miss Universo. Desde 2015, após as controvérsias com o ex-coordenador Deivide Barbosa, a BE Emotion, marca de cosméticos da Polishop assumiu o controle da seletiva. Não houve concurso, a organização pediu às candidatas que enviassem um vídeo de apresentação e após apreciação do vídeo de cada uma, o concurso entrou em contato com a vencedora. A escolhida foi a representante da capital, Saiury Carvalho dos Santos  que foi coroada no dia 17 de junho, no Palácio Olímpio Campos pela  Miss Sergipe 2013 Lisianny Bispo. A vencedora do ano passado, Carol Valença,  não compareceu ao evento pois estava a trabalho no México.

## Resultados

### Colocações
| Posição   | Município e Candidata       |
| Vencedora | - Aracaju - Saiury Carvalho |

## Candidatas
Disputaram o título esse ano:
- Aracaju - Saiury Carvalho [4]
- Boquim - Kassiara Saranna [5]
- Japoatã - Natália Nascimento [6]
- Lagarto - Kelly Santos [7]
- Propriá - Renata Ribeiro [8]
- Ribeirópolis - Larissa Lima [9]
- Umbaúba - Rayla Nonato [10]

## Crossovers
Candidatas em outros concursos:

### Estadual
Miss Sergipe
- 2011: Aracaju - Saiury Carvalho (3º. Lugar) [11]
  - (Representando o município de Caueira)
- 2016: Japoatã - Natália Nascimento
  - (Representando o município de Japoatã)
- 2016: Lagarto - Kelly Santos
  - (Representando o município de Lagarto)

## Ligações Externas
- Site do Miss Brasil
- Site do Miss Universo (em inglês)
- Portal Colaborador